# کادری-آن لاس
کادری-آن لاس (انگلیسی: Kadri-Ann Lass؛ زادهٔ ۲۴ نوامبر ۱۹۹۶) بازیکن بسکتبال زن اهل استونی است.